# Lee Casciaro
Lee Henry Casciaro (* 20. ledna 1983, Gibraltar) je gibraltarský fotbalový útočník a reprezentant, v současnosti působí v gibraltarském klubu Lincoln Red Imps FC.

V civilu pracuje jako policista u Gibraltar Defence Police. Jeho bratry jsou fotbalisté Kyle Casciaro a Ryan Casciaro.

## Klubová kariéra
Casciaro hraje kopanou za poloprofesionální gibraltarský tým Lincoln Red Imps FC.
12. července 2016 v úvodním zápase 2. předkola Ligy mistrů UEFA 2016/17 dokázal Lincoln Red Imps porazit skotský tým Celtic FC 1:0, vítězný gól vstřelil Lee Casciaro.
V zápase předkola Ligy mistrů UEFA 2022/2023 proti severomakedonskému KF Shkupi se stal nejstarším střelcem v historii Ligy mistrů.
Je světovým rekordmanem v počtu získaných klubových trofejí. S Lincoln Red Imps vyhrál dvacetkrát gibraltarskou ligu (2000–01, 2002–03, 2003–04, 2004–05, 2005–06, 2006–07, 2007–08, 2008–09, 2009–10, 2010–11, 2011–12, 2012–13, 2013–14, 2014–15, 2015–16, 2017–18, 2018–19, 2020–21, 2021–22, 2022–23), čtrnáctkrát národní pohár (2001–02, 2003–04, 2004–05, 2005–06, 2006–07, 2007–08, 2008–09, 2009–10, 2010–11, 2014, 2015, 2016, 2021, 2021–22), dvanáctkrát superpohár (2001, 2002, 2004, 2007, 2008, 2009, 2010, 2011, 2014, 2015, 2017, 2022) a jedenáctkrát ligový pohár (1999–2000, 2001–02, 2002–03, 2003–04, 2004–05, 2005–06, 2006–07, 2007–08, 2010–11, 2011–12, 2013–14).

## Reprezentační kariéra
Svůj debut za A-mužstvo Gibraltaru absolvoval 7. 9. 2014 v portugalském Loulé v kvalifikačním zápase o EURO 2016 proti Polsku (prohra 0:7). Svůj první reprezentační gól vstřelil 29. 3. 2015 v téže kvalifikaci proti Skotsku (porážka 1:6), šlo o první gól gibraltarské reprezentace v soutěžním (tedy nikoli přátelském) utkání.
V březnu 2023 nastoupil v utkání proti Řecku ve věku 41 let a 176 dní a stal se tak nejstarším účastníkem v historii kvalifikace mistrovství Evropy ve fotbale.